# Artemidora aksua
Artemidora aksua là một loài bướm đêm trong họ Geometridae.